# Kretenzische dadelpalm
De Kretenzische dadelpalm (Phoenix theophrasti) is een slanke, tot 10 m hoge palm die vaak uit meerdere stammen bestaat. De geveerde bladeren zijn 2-3 m lang en bochtig overhangend. De deelblaadjes zijn blauwgroen. In het midden van het blad zijn de deelblaadjes 30-50 cm lang.
De vruchten zijn 1,2-1,6 cm lang, elliptisch, vezelig, weinig vlezig en rijp zwart. In tegenstelling tot de vruchten van de echte dadelpalm (Phoenix dactilyfera) zijn ze ongenietbaar.
De Kretenzische dadelpalm komt van oorsprong voor op Kreta en aan de zuidwestkust van Turkije. Hij komt er voor in zanderige rivierdalen en –mondingen. Vooral bij de uitgangen van ravijnen komt de soort veel voor.
Een enkele keer wordt de botanische naam wel verkeerd gespeld (namelijk als Phoenix theophrastii) omdat er geen rekening mee wordt gehouden dat de soortaanduiding is afgeleid van de Latijnse naam Theophrastus (op zijn beurt weer omgezet uit het Grieks), en niet van een moderne naam.

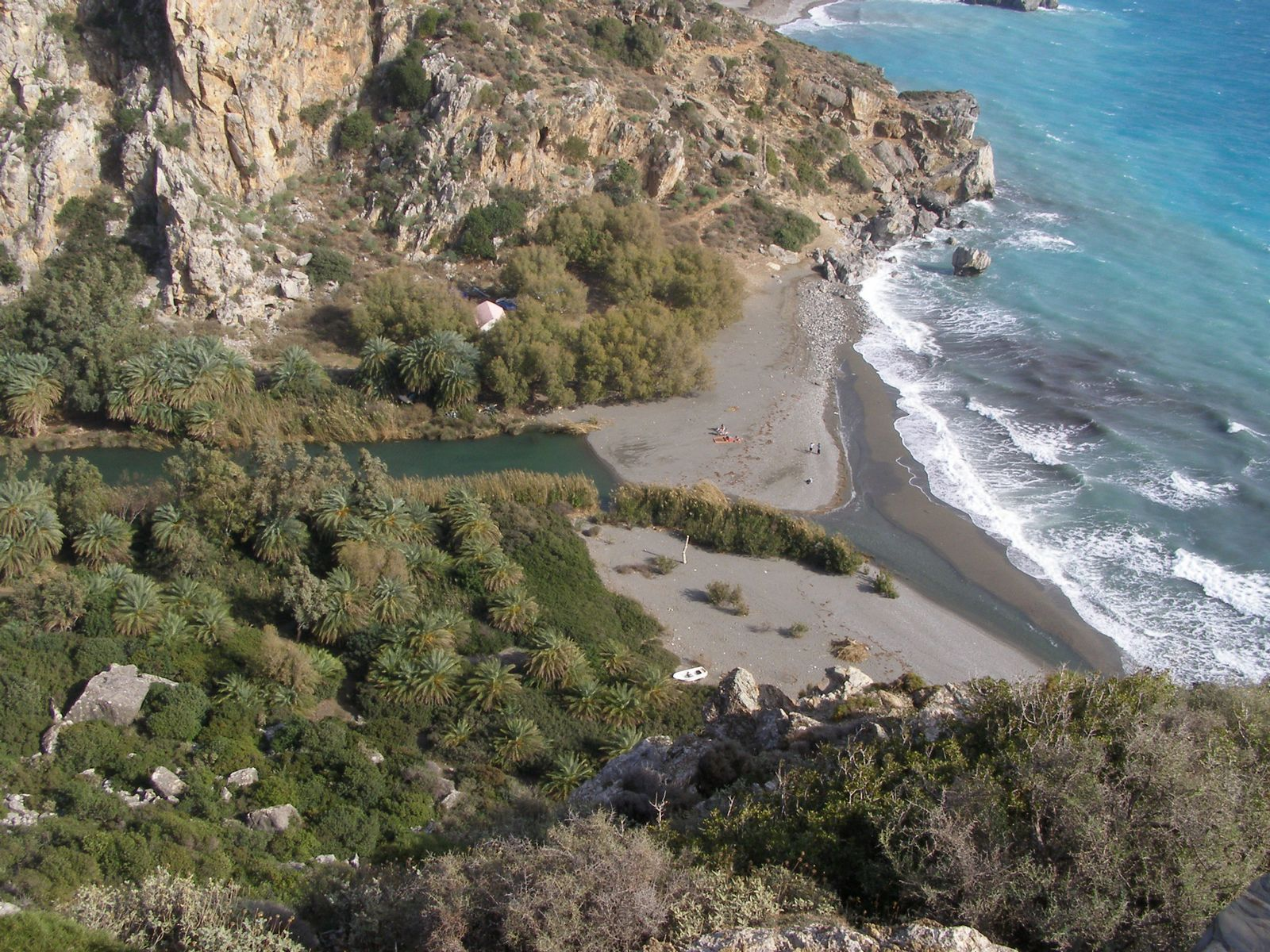
Palmen bij Preveli op Kreta